# Bill Willoughby
William Wesley Willoughby, detto Bill (Englewood, 20 maggio 1957), è un ex cestista statunitense, professionista nella NBA.

## Carriera
Venne selezionato dagli Atlanta Hawks al secondo giro del Draft NBA 1975 (19ª scelta assoluta).